# Ganiki Planitia (quadrangle)

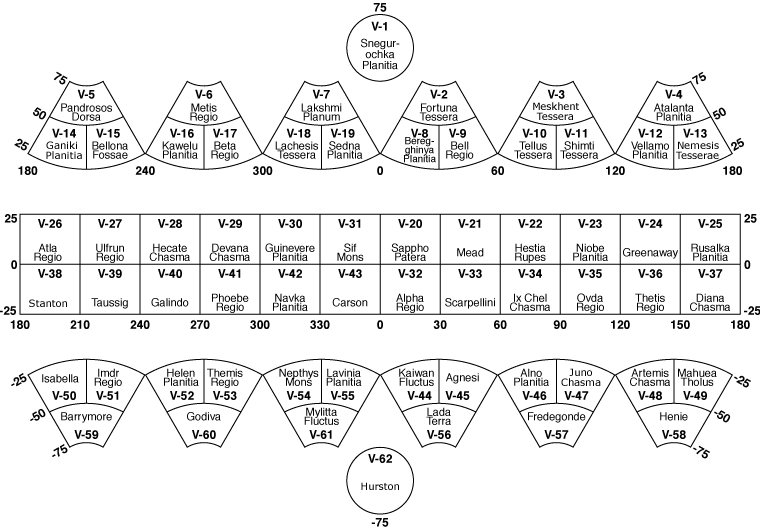
Quadrangles op Venus op schaal 1 : 5.000.000

Ganiki Planitia (V–14; breedtegraad 25°–50° N, lengtegraad 180°–210° E) is een quadrangle op de planeet Venus. Het is een van de 62 quadrangles op schaal 1 : 5.000.000. Het quadrangle werd genoemd naar de gelijknamige laagvlakte die op zijn beurt is genoemd naar Ganiki, een Orochiaanse (Siberische) watergeest of zeemeermin.
Ganiki Planitia is gelegen ten noordwesten van de vulkanische zone Beta-Atla-Themis en ten zuidoosten van de laaglanden van Atalanta Planitia, gebieden waarvan wordt aangenomen dat ze het resultaat zijn van grootschalige opwelling en neergang van de mantel.

## Geologische structuren in Ganiki Planitia
Chasma
- Ganis Chasma

Coronae
- Asintmah Corona
- Benzozia Corona
- Cerridwen Corona
- Embla Coronae
- Madalait Corona
- Neyterkob Corona
- Nimba Corona
- Qakma Corona

Dorsa
- Ahsonnutli Dorsa
- Akewa Dorsa

Inslagkraters
- Akiko
- Clementina
- Lisa
- Nadira
- Olivia
- Raymonde
- Ugne
- Uleken
- Unitkak
- Yablochkina
- Yambika

Montes
- Nijole Mons
- Ninisinna Mons
- Shala Mons
- Waka Mons
- Xtoh Mons

Paterae
- Dutrieu Patera
- Garland Patera
- Izumi Patera
- Razia Patera

Planitiae
- Ganiki Planitia

Rupes
- Fornax Rupes

Tesserae
- Athena Tessera
- Lahevhev Tesserae
- Nemesis Tesserae

Tholi
- Apakura Tholus

Valles
- Baltis Vallis